# Unión Nacional de Sociedades de Sufragio Femenino
La Unión Nacional de Sociedades de Sufragio Femenino (en inglés, National Union of Women's Suffrage Societies, NUWSS) se fundó en 1897 como paraguas de todas las organizaciones sufragistas de Inglaterra, Escocia e Irlanda. Fue fundada y liderada por la escritora, política y sindicalista Millicent Garret Fawcett (1847 - 1929) que presidió la organización durante más de dos décadas. La NUWSS fue la primera organización que organizó una gran manifestación en Londres, el 13 de junio de 1908 para reivindicar el voto de las mujeres. Una semana más tarde siguió la convocatoria la WSPU..

## Historia

### Antecedentes
En 1867 se forman:
- La Sociedad Nacional de Londres para el Sufragio de las Mujeres (London National Society for Women's Suffrage). Millicent Fawcett (1847-1929) se convirtió en miembro del comité ejecutivo de la London Society en 1867, con solo 19 años.
- La Sociedad Nacional de Manchester para el Sufragio Femenino (Manchester National Society for Women's Suffrage). Lydia Becker (1827-1890) fue secretaria de la Sociedad de Manchester y se convirtió en una destacada líder del sufragio y defensora de la educación de las mujeres.
- La Sociedad Nacional de Edimburgo para el Sufragio Femenino (Edinburgh National Society for Women's Suffrage). Pricilla Bright McLaren (1815-1906) fue la primera presidenta de la Sociedad de Edimburgo. Fue una activista activa, incluido el apoyo a la campaña de Josephine Butler contra las Leyes de Enfermedades Contagiosas.
En 1872 se crea el Comité Central de la Sociedad Nacional para el Sufragio Femenino formado por miembros de la Sociedad de Manchester, para trabajar en Londres para presionar a los parlamentarios. Millicent Fawcett se desilusiona con la falta de esfuerzo de la London Society y en 1874 se une al Comité Central.
En 1877 la Sociedad de Londres se fusiona con el Comité Central, tomando el nombre de Comité Central de la Sociedad Nacional para el Sufragio de la Mujer. Millicent Fawcett se convierte en miembro del comité ejecutivo.
En 1884 El Tercer Proyecto de Ley de Reforma otorga el voto a nuevas clases de hombres trabajadores, incluidos los trabajadores agrícolas, pero no incluye a las mujeres.
En 1888 el Comité Central de la Sociedad Nacional para el Sufragio Femenino se divide. La política ha complicado la campaña del sufragio. Se debate la posibilidad del cambio de normas para permitir la afiliación de otras organizaciones políticas. La preocupación es que la sociedad del sufragio se vea inundada por miembros de la Federación Liberal de Mujeres(Women's Liberal Federation) que forma parte del Partido Liberal de Reino Unido que apoya a Gladstone y Home Rule. Las gobernantes locales son derrotadas y se separan para formar la Sociedad Nacional Central para el Sufragio Femenino. Los unionistas liberales, dirigidos por Millicent Fawcett, que están en contra del Home Rule y en contra de Gladstone, permanecen como un Comité Central reconstituido de la Sociedad Nacional para el Sufragio de la Mujer. Esta división refleja lo que ocurrió en el Partido Liberal en 1886.

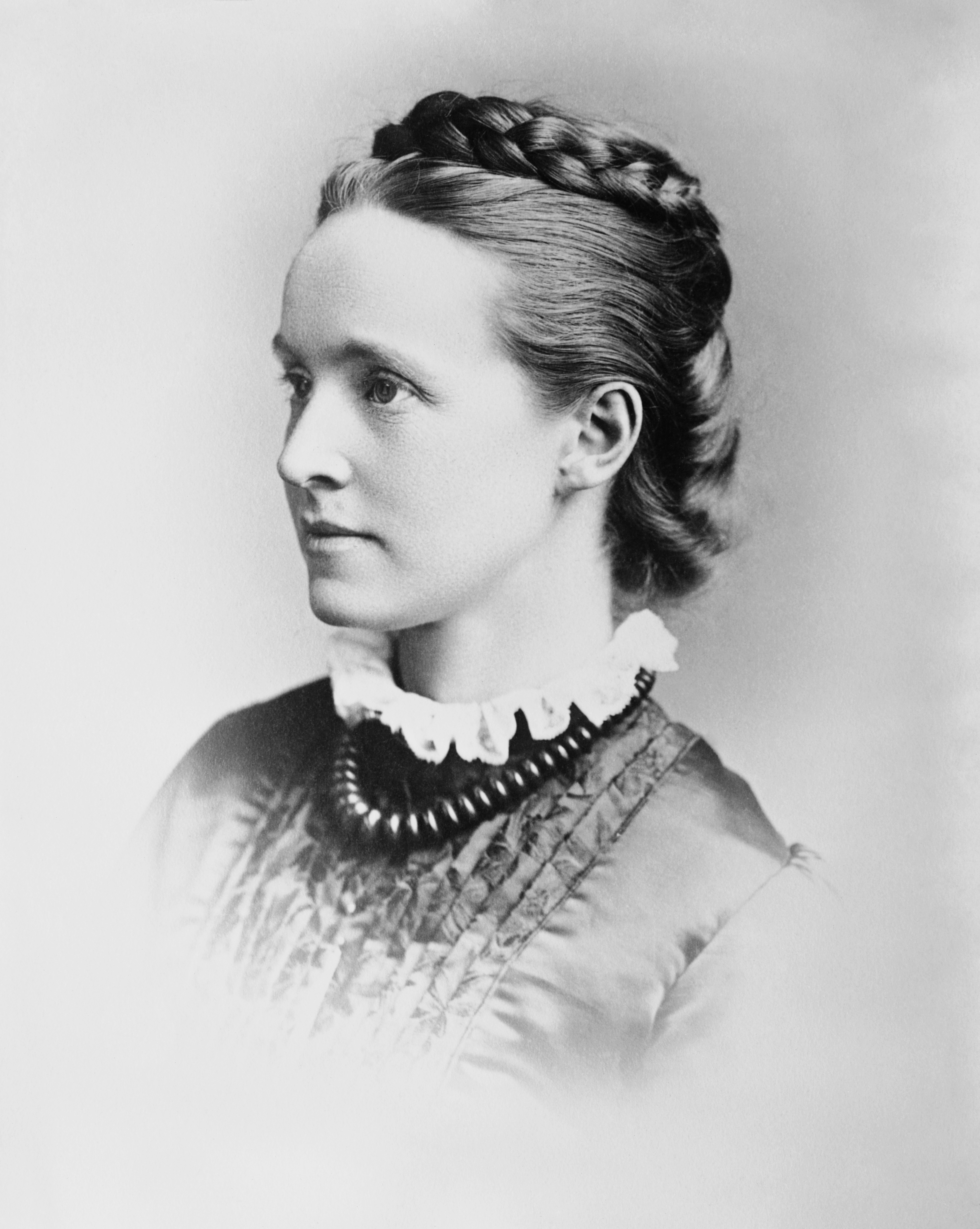
Millicent Fawcett lideró la NUWSS

En 1893 Millicent Fawcett es presidenta del Comité de Apelación Especial, para el cual todas las sociedades de sufragio trabajan juntas. La Apelación, firmada por 257.796 mujeres, se presenta en Westminster Hall el 19 de mayo.
En 1896 la Sociedad Central y Occidental para el Sufragio de la Mujer (Central and Western Society for Women's Suffrage), que cubre el territorio del oeste de Inglaterra, es el nuevo nombre dado a la Sociedad Nacional Central. El Comité Central para el Sufragio de la Mujer (Central Committee for Women's Suffrage) pasa a llamarse Sociedad para el Sufragio de la Mujer del Centro y Este de Inglaterra, de la cual Millicent Fawcett es la secretaria honoraria. El tiempo ha suavizado las diferencias políticas que dividieron a las sociedades en 1888 y ahora se reorganizan a lo largo de líneas geográficas.

### Fundación
En 1897 se funda la Unión Nacional de Sociedades de Sufragio Femenino (en inglés, National Union of Women's Suffrage Societies, NUWSS) como paraguas de las sociedades sufragistas en Inglaterra, Escocia e Irlanda con la fusión de la Sociedad Nacional Central para el Sufragio de Mujeres y el Comité Central de la Sociedad Nacional para el Sufragio de las Mujeres, grupos que se habían dividido originalmente en 1888. La organización surgió bajo el liderazgo de Millicent Fawcett, que se convirtió en presidenta de la NUWSS en 1907 que lideró la lucha por el sufragio femenino durante más de veinte años. La organización era democrática y tenía el objetivo de lograr el sufragio de las mujeres a través de medios pacíficos y legales, en particular mediante la presentación de proyectos de ley y la celebración de reuniones para explicar y promover sus objetivos. 

«Nosotras no queremos ser malas imitaciones de los hombres. No denegamos ni minimizamos las diferencias. La reclamación de representación depende, en buena parte de esas diferencias. Las mujeres traerán algo al servicio del Estado diferente de lo que han traído los hombres»  Millicent Fawcett.

En 1903 la organización afrontó la escisión de un grupo de activistas que deseaban emprender acciones más militantes fundando la Unión Social y Política de las Mujeres (WSPU),  pero la NUWSS siguió creciendo y en 1914 contaba con más de 500 sedes en todo el país, con más de 100 000 miembros. 
Muchos de sus miembros eran de clase media pero también formaban parte de la organización miembros de clase trabajadora. A diferencia de la WSPU, el grupo admitía miembros masculinos.
La NUWSS fue la primera organización que organizó una gran manifestación en Londres, el 13 de junio de 1908 para reivindicar el voto de las mujeres.
Hasta 1912, la NUWSS no estaba aliada con ningún partido, pero hizo campaña para apoyar a los candidatos electorales individuales que apoyaban el voto femenino. En el parlamento, el Proyecto de Ley de Conciliación de 1911 ayudó a cambiar esta posición. El proyecto de ley tenía respaldo mayoritario, pero se vio frustrado por no contar tiempo suficiente para aprobarlo. El gobierno liberal se basó en el nacionalista Partido Parlamentario Irlandés para obtener la mayoría e insistió en que se otorgara más tiempo a la aprobación de otro proyecto de ley irlandés de autonomía, y que el presidente unionista, Sir James Lowther, se opusiera a los votos para las mujeres. En consecuencia, no se convirtió en ley.
El trabajo desde 1903 estuvo ligado a una alianza con los liberales y su liderazgo estaba dividido sobre el tema de la emancipación femenina. Aunque, la conferencia del partido de 1913 acordó oponerse a cualquier proyecto que no incluyera la extensión del sufragio para las mujeres, después de una campaña en el noroeste de Inglaterra cambió de opinión. El partido apoyó consistentemente el sufragio femenino en los años previos a la guerra. Fawcett, una liberal, se enfureció con las tácticas dilatorias del partido y ayudó a los candidatos laboristas contra los liberales en el momento de las elecciones. En 1912, la NUWSS estableció el comité del Fondo de Combate Electoral (EFF) encabezado por Catherine Marshall. El comité respaldó a los laboristas y entre 1913 y 1914 el EFF intervino en cuatro elecciones parciales y, aunque los laboristas no ganaron ninguno, los liberales perdieron dos.
En 1919, la NUWSS se renombró como el Sindicato Nacional de Sociedades por la Igualdad de Ciudadanía y continuó bajo el liderazgo de Eleanor Rathbone. Se centró en una campaña para igualar el sufragio, lo que se logró en 1928. Luego se dividió en dos grupos, el Consejo Nacional para la Igualdad de Ciudadanía, un grupo efímero que se centró en otras campañas de igualdad de derechos, y la Unión de Gremios de Mujeres Municipales, que se enfocó en la provisión educativa y de bienestar para las mujeres.

## Miembros notables
- Annie Besant
- Vera Brittain
- Margery Corbett Ashby
- Millicent Fawcett
- Sarah Grand
- Chrystal Macmillan